# Gewoon harsbekertje
Het gewoon harsbekertje (Sarea resinae) is een schimmel behorend tot de familie Sareaceae. Het groeit op harsuitscheiding op schors van zowel levende als dode naaldbomen.

## Kenmerken

### Anamorf
De pycnidia hebben een diameter van 0,1 tot 0,5 mm. Conidioforen zijn hyaliene, kort, soms vertakt en gesepteerd nabij de basis, met 1-3 conidiogene cellen. Conidiogene cellen zijn cilindrisch, enigszins taps toelopend, hyaliene, soms met aanhangsel en meten 7–15 × 1,5–2,5 μm. Conidia zijn overvloedig aanwezig. 

### Teleomorf
De vruchtlichamen staan verspreid en hebben een diameter van 0,5 tot 1,5 mm. Ze zijn kort gesteeld of zittend. De kleur is bleek tot feloranje. Het excipulum is tot 100 μm dik en bestaat uit radiaal gerangschikte kortcellige hyaliene hyfen van 3 tot 4 mm. De parafysen zijn 1,5–2 μm in diameter, draadvormig, gesepteerd, taltijk aanwezig en de toppen hebben oranje korrels. Het hymenium heeft een hoogte van 80 tot 100 μm en kleurt zwak blauw in jodium. De asci hebben een dikke binnenwand die blauw wordt in jodium en meten 80–100 × 15–20 μm. De ascosporen zijn glad, aseptaat, bolvormig, hyaliene en meten 2 tot 3 μm in diameter.

## Verspreiding
In Nederland komt het gewoon harsbekertje vrij zeldzaam voor.